# 화산남초등학교
화산남초등학교(花山南初等學校)는 대한민국 전라남도 해남군에 있었던 공립 초등학교이다.

## 학교 연혁
- 1937. 05. 25 화산공립보통학교 부설 삼호간이학교로 개교
- 1943. 04. 01 화산남공립국민학교로 승격
- 1977. 05. 01 문교부지정 급식학교
- 1984. 03. 10 병설유치원 개원
- 1996. 03. 01 화산남초등학교로 교명 변경
- 2015. 02. 17 제67회 졸업(졸업생 총 3322명 배출)
- 2015. 03. 01 제31대 이병옥 교장 취임
- 2017. 02. 16 제69회 졸업(졸업생 총 3328명 배출)
- 2017. 03. 01 제32대 오우진 교장 부임
- 2018. 02. 28 폐교[1]